# Miran Jarc
Miran Jarc (Črnomelj, 5 luglio 1900 – Kočevje, 24 agosto 1942) è stato un poeta e drammaturgo sloveno.

## Biografia

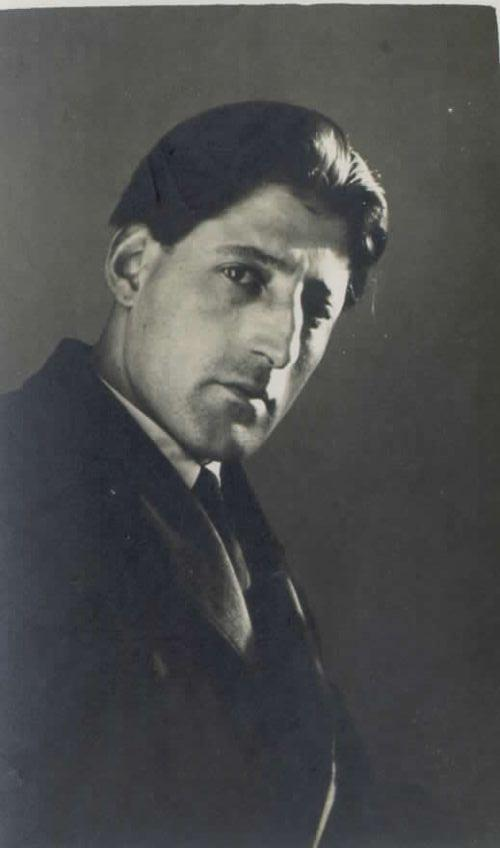
Miran Jarc

Jarc studiò dapprima a Novo mesto e successivamente a Zagabria e a Lubiana, dove frequentò il corso di filologia.
All'età di diciotto anni esordì come poeta.
Dopo aver organizzato eventi culturali denominati La primavera di Novo mesto, Jarc si mise inizialmente in evidenza, assieme ad Anton Vodnik, come uno dei più importanti scrittori espressionisti; in un successivo periodo creativo, invece, si distinse per la sua vicinanza al realismo sociale.
Tra le tematiche principali delle sue opere si possono citare la crisi della società e dell'essere umano, la minaccia degli eventi bellici, la rigida meccanizzazione moderna, l'amore come riscatto dalle miserie umane, la ricerca della verità grazie alla poesia.
Jarc nel suo periodo letterario giovanile intravide una speranza per la condizione difficile dell'umanità grazie all'intervento di entità ultraterrene, come espresse nell'opera L'uomo e la notte (1927).
Verso la fine degli anni venti del Novecento Jarc approfondì le sue conoscenze riguardanti l'antroposofia e il Buddhismo.
Nel suo periodo caratterizzato dal realismo sociale, le opere di Jarc più significative risultarono Canti di novembre (1936) e Lirica (1940), nelle quali approfondì con consapevolezza i pericoli della seconda guerra mondiale.
Da ricordare anche il suo romanzo autobiografico intitolato Novo Mesto (1930) ed il racconto La rosa nera (1934).
Durante la sua carriera Jarc lavorò anche come attore e come musicista a Lubiana.